# Snårestad
Snårestad, är en småort i Ystads kommun och kyrkby i Snårestads socken i Skåne. Orten har 106 invånare (2010) och en yta på 19 hektar.
I Snårestad ligger Snårestads kyrka.